# گنگرل (کشتی‌گیر)
گانگرل (انگلیسی: Gangrel؛ زادهٔ ۱۶ فوریهٔ ۱۹۶۹) یک کشتی‌گیر کشتی حرفه‌ایِ اهل ایالات متحده آمریکا است. وی کشتی را از سال ۱۹۸۷ و تحت آموزش بوریس مالنکو در فلوریدا آغاز کرد.

## زندگی شخصی
هیث دارای دو فرزند، دیوید جونیور و داناوان، و دو بار ازدواج کرده است. وی اولین بار با کشتی‌گیری دیگر به نام لونا واچون و بار دوم در سال ۲۰۰۸ با کیریا دیلون ازدواج نمود.